# Trachodon
Trachodon (que significa "dente áspero") é um gênero duvidoso de dinossauro hadrossaurídeo baseado em dentes do Cretáceo Superior Judith River Formation de Montana, EUA É um gênero historicamente importante com uma taxonomia complicada que foi praticamente abandonado pelos modernos paleontólogos de dinossauros.
Apesar de ter sido usado durante décadas como o icónico dinossauro bico de pato, o material em que se baseia é composto por dentes tanto de bico de pato como de ceratopsídeos (seus dentes têm uma raiz dupla distinta), e o seu descritor, Joseph Leidy, veio a reconhecer o diferença e sugeriu limitar o gênero ao que agora seriam vistos como dentes ceratopsídeos. Restrito aos dentes bico de pato, pode ter sido um lambeossauro.

## Paleobiologia
Como hadrossaurídeo, Trachodon teria sido um grande herbívoro bípede / quadrúpede.